# Aleksander Fredro
Aleksander Fredro (n. 20 iunie 1793, Surochów⁠(d), Powiat Jarosławski⁠(d), voievodatul Subcarpatia, Polonia – d. 15 iulie 1876, Lemberg, Austro-Ungaria) a fost un scriitor polonez. Împreună cu Juliusz Słowacki este creatorul dramaturgiei naționale din această țară.
Lucrările lui Fredro au fost traduse în mai multe limbi, inclusiv: în engleză, franceză, germană, rusă, cehă, română, maghiară, slovacă.

## Opera
- 1818: Pan Geldhab, portret al parvenitului de război
- 1822: Soț și soție ("Mąż i żona"), satiră a căsniciei în înalta societate
- 1833: Răzbunarea ("Zemsta")
- 1833: Pan Jowialski, capodoperă spirituală
- 1833: Jurăminte de copilă ("Śluby panieńskie").